# Morophaga cremnarcha
Morophaga cremnarcha är en fjärilsart som beskrevs av Edward Meyrick 1932. Morophaga cremnarcha ingår i släktet Morophaga och familjen äkta malar. Inga underarter finns listade i Catalogue of Life.